# Главен судетски маршрут
Главният судетски маршрут „Мечислав Орлович“ (пол. Główny Szlak Sudecki imienia Mieczysława Orłowicza, „GSS“) е пешеходен планинарски маршрут маркиран в червен цвят преминаващ от Свиерадув-Здруй до Прудник през най-интересните части на Судетите.

## История
Идея на маршрута появи се на среща на Судетската комисия на Полския татренски съюз, която се провежда през 24 октомври 1947. Една година по-късно започна работа по маркирането на маршрута. По случай 100-годишнината на туризъм в Полша през 1973 г., Комисията за планинарство на Главното управление на ПТТК именува Главният судетски маршрут по Миечислав Орлович като признание за неговите заслуги за туризъм и знание на страната.

## Маршрут
С течение на годините трасето на маршрута се променя. Понастоящем започва в Шверадув-Здруй, преминава през Изерските планини (Висока Копа, 1126 m; Високи Камен, 1058 m) до Шклярска Поремба, после през Кърконоше (Водопадът Каменчик, Велки Шишак – 1509 m, Седловината под Снежка – 1389 m) до Карпач; следващите етапи са планините Рудави Яновицки (Скалник, 945 m) до Кшешов, Каменните и Черните планини до Йедлина-Здруй, Совите планини (Велка Сова, 1015 m), Сребърен проходът отделящ ги от Бардзките плалини. По-нататък, през Вамбиежице, маршрутът води в Столовите планини („планините с формата на маса“) и до судетските курорти: Кудова-Здруй, Душники-Здруй; по-нататък: Орлицките и Бистжицките планини, водопад Вилчки, Масивът на Шнежник, планините Кровярки, Льондек-Здруй, Златните планини до Пачкув (където в продължение на години свършва на железопътната гара) и по-нантатък през Калкув, Глухолази, Опавските планини до Прудник.
Маршрутът отбягва някои важните судетски точки, включително върхове: Шнежка и Шнежник.
Дължина на маршрута е около 440 км, а времето на прехода – 104 часа.
- Гореспоменатите названия са превод от полския език. Долу са оригиналните версии от някои от тях:

Изерски планини – пол. Góry Izerskie, чеш. Jizerské hory, Кърконоше – пол. Karkonosze, чеш. Krkonoše, Седловина под Снежка – Przełęcz pod Śnieżką, Рудави Яновицки – Rudawy Janowickie, Каменни планини – пол. Góry Kamienne, чеш. Meziměstská vrchovina, Черни планини – Góry Czarne, Сови планини – Góry Sowie, Сребърен проход – Przełęcz Srebrna, Бардзки планини – Góry Bardzkie, Столови планини – пол. Góry Stołowe, чеш. Stolové hory, Орлицки планини – пол. Góry Orlickie, чеш. Orlické hory, Бистжицки планини – пол. Góry Bystrzyckie, чеш. Bystřické hory, Масив на Снежник – пол. Masyw Śnieżnika, чеш. Králický Sněžník, Златни планини – пол. Góry Złote, чеш. Rychlebské hory, Опавски планини – пол. Góry Opawskie, чеш. Zlatohorská vrchovina

## Планинарство
Маршрутът е достъпен през цялата година, въпреки че някои от нейните части могат да бъдат затворени през зимата, поради възможността на лавини (Кърконоше), както и опасните блата (Столовите планини). Има много планинските хижи, управлявани от ПТТК (Полският туристически съюз). Полските хижи са задължени да настанят всяко лице, което не е в състояние да намери друго място, преди залез слънце или в спешни случаи, въпреки че в примитивни условия.

## Галерия
- Маркировка на маршрута на връх Слонечник (1420 m)
- Шнежка (1602 m) – най-високият връх около маршрута
- Самотня – планинската хижа в Кърконошете
- Златните планини в източната част на маршрутът

## Хижи
- Хижа ПТТК „На Стогу Изерским“ (Schronisko PTTK Na Stogu Izerskim)
- Хижа „Високи Камен“ (Schronisko Wysoki Kamień)
- Хижа „Каменчик“ (Schronisko „Kamieńczyk”)
- Хижа ПТТК „На Хали Шреницкей“ (Schronisko PTTK Na Hali Szrenickiej)
- Хижа „Шреница“ (Schronisko Szrenica)
- Хижа ПТТК „Под Лабским Шчитем“ (Schronisko PTTK „Pod Łabskim Szczytem”)
- Хижа ПТТК „Одродзене“ (Schronisko PTTK „Odrodzenie”)
- Хижа „Дом Шльонски“ (Schronisko „Dom Śląski”)
- Хижа ПТТК „Самотня“ (Schronisko PTTK „Samotnia”)
- Хижа ПТТК „Стжеха Академицка“ (Schronisko PTTK „Strzecha Akademicka”)
- Хижа ПТТК „Над Ломничком“ (Schronisko PTTK „Nad Łomniczką”)
- Хижа ПТТК „Анджейовка“ (Schronisko PTTK „Andrzejówka”)
- Хижа ПТТК „Зигмунтовка“ (Schronisko PTTK „Zygmuntówka”)
- Хижа „Ожел“ (Schronisko „Orzeł”)
- Хижа „Сова“ (Schronisko „Sowa”)
- Хижа ПТТК „Пастерка“ (Schronisko PTTK „Pasterka”)
- Хижа ПТТК „На Шчелинцу“ (Schronisko PTTK „Na Szczelińcu”)
- Хижа ПТТК „Под Муфлонем“ (Schronisko PTTK „Pod Muflonem”)
- Хижа ПТТК „Орлица“ (Schronisko PTTK „Orlica”)
- Хижа ПТТК „Ягодна“ (Schronisko PTTK „Jagodna”)
- Хижа „На Игличней“ (Schronisko „Na Iglicznej”)
- Хижа ПТТК „На Шнежнику“ (Schronisko PTTK „Na Śnieżniku”)
- Хижа ПТТК „Под Копом Бискупьом“ (Schronisko PTTK „Pod Kopą Biskupią”)